# Internorm
Internorm International GmbH, semplicemente conosciuta Internorm, è un'azienda austriaca fondata nel 1931, specializzata nella produzione di finestre e portoncini. La sede centrale si trova a Traun, nell'Alta Austria. L'azienda è a conduzione familiare ed è attualmente gestita dalla terza generazione.
Internorm distribuisce i suoi prodotti attraverso 10 filiali commerciali e oltre 1.300 partner di vendita selezionati in 22 Paesi. Il 55% del fatturato è generato dalle esportazioni.

## Storia
Internorm ha avuto origine quando il fondatore, Eduard Klinger Sr., aprì un'officina edile e di costruzioni a Linz, nel 1931. Negli anni successivi, Eduard Klinger Sr. trasformò la sua attività da impresa individuale a un'azienda di medie dimensioni nel settore della carpenteria metallica. Nel 1963, intuendo il potenziale dei prodotti innovativi realizzati in PVC rigido (UPVC), ottenne la prima licenza in Austria per la produzione di telai per finestre in UPVC.
L’azienda, con il marchio Internorm, iniziò la produzione di finestre in UPVC nel 1966. Il primo stabilimento produttivo fu aperto a Traun, dove ancora oggi si trova la sede centrale dell’azienda. Nel 1967, Eduard Klinger Sr. assegnò a ciascuno dei suoi tre figli – Eleonore, Eduard e Helmut – una quota del 25% dell’impresa. Sotto la guida della seconda generazione, Internorm si affermò come leader di mercato in Austria nel settore di finestre e portoncini. La rapida crescita rese necessaria l’apertura di un secondo sito produttivo, che venne acquisito nel 1977 attraverso l’acquisto di un produttore locale di finestre a Sarleinsbach. Un terzo stabilimento fu aperto a Lannach, in Stiria, nel 1982. Nel 1988, proprio in questo stabilimento vennero prodotte le prime finestre in legno Internorm. Oggi, questa sede è specializzata nella produzione di prodotti in legno/alluminio.
Nel 1997, la seconda generazione lasciò la gestione operativa dell’azienda per entrare nel consiglio di sorveglianza, venendo ciascuno sostituito da uno dei propri figli nel consiglio di amministrazione: Anette Klinger, Christian Klinger e Stephan Kubinger. Nel 2001, Internorm raggiunse il traguardo di 10 milioni di prodotti venduti.
Nel 2002, Internorm fondò l’International Windows Network (IFN), una nuova holding alla quale Internorm appartiene. Accanto a Internorm sono nate altre aziende indipendenti e specializzate, con l’obiettivo di sviluppare sinergie nella condivisione di conoscenze e innovazioni. Il gruppo conta circa 2.900 dipendenti, dei quali circa 1.800 lavorano in Internorm.
Nel 2015 venne acquisito Kastrup, produttore danese di finestre e porte mentre nel 2018 Skaala, azienda finlandese produttrice di finestre e porte.

## Distribuzione
Internorm dispone di filiali commerciali proprie in Austria, Germania, Svizzera, Italia, Francia, Slovenia, Croazia, Ungheria, Repubblica Ceca, Slovacchia e Gran Bretagna.
Attraverso un processo di distribuzione a due livelli, i prodotti austriaci vengono venduti in Europa tramite oltre 1.000 partner di vendita nei Paesi sopra menzionati, nonché in Lussemburgo, Liechtenstein, Belgio, Romania, Polonia, Danimarca, Paesi Bassi, Grecia e Irlanda.

## Prodotti

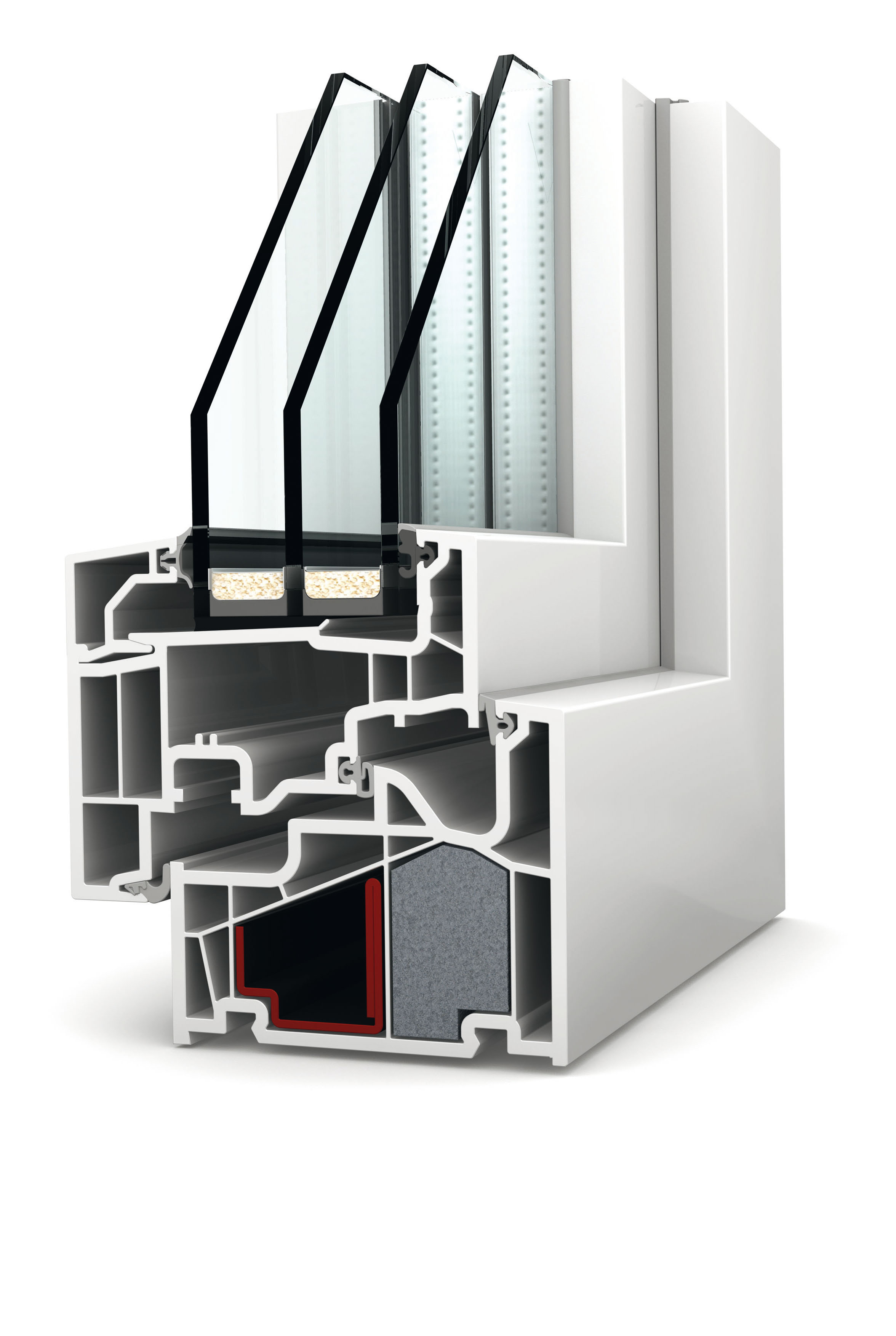
Sezione di un modello di finestra in PVC Internorm.

La gamma di prodotti comprende finestre in PVC, PVC/alluminio e legno/alluminio, nonché porte d’ingresso realizzate in alluminio e legno/alluminio. Internorm produce anche porte scorrevoli, porte per balconi, porte d’ingresso secondarie e una varietà di accessori, come sistemi di protezione solare, zanzariere e maniglie per finestre e porte.
I prodotti sono proposti in quattro stili di design: Studio, Home Pure, Home Soft e Ambiente.
Nel 2012, Internorm ha lanciato una serie di tecnologie innovative sotto il nome di "I-tec". Queste includono:
- un sistema di chiusura con ferramenta invisibile e maggiore sicurezza,
- un sistema di ventilazione integrato nella finestra,
- un sistema di schermatura energeticamente efficiente per finestre composite.

Grazie a un sistema di building control intelligente, i prodotti Internorm possono essere comodamente controllati tramite tablet o smartphone.

## Stabilimenti
La sede centrale dell’International Window Network (IFN) e di Internorm International GmbH si trova a Traun. Qui hanno sede la direzione, il consiglio di amministrazione e tutti i reparti amministrativi dell’azienda. Oltre alla produzione di finestre in PVC e PVC/alluminio, nello stabilimento si realizzano anche prodotti speciali in PVC (finestre rotonde e angolari), finestre con veneziane integrate, persiane in alluminio, porte in alluminio e vetri isolanti.

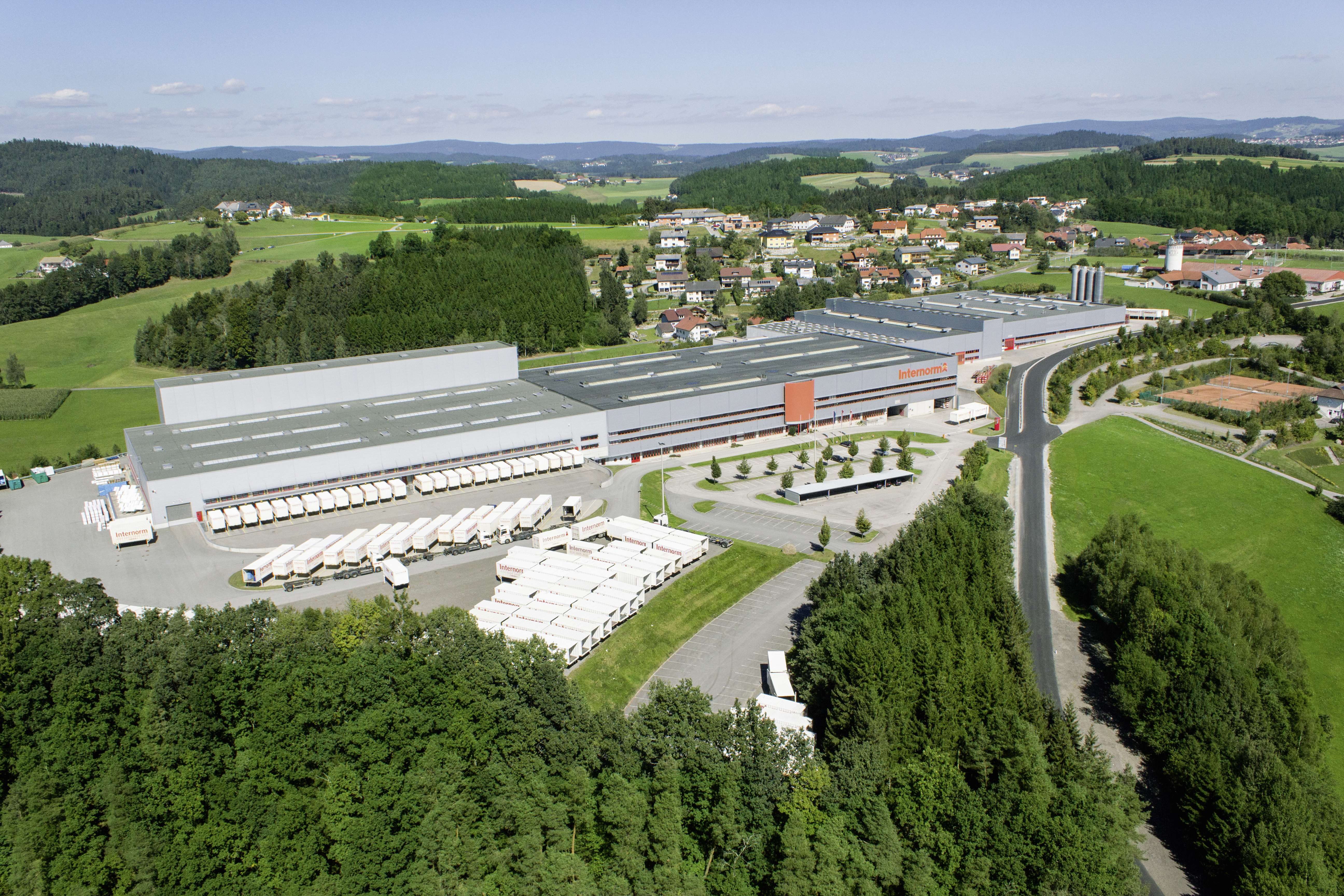
Stabilimento di Sarleinsbach.

Lo stabilimento di Sarleinsbach, aperto nel 1977, rappresenta il maggior datore di lavoro della regione, con circa 650 dipendenti. Qui vengono prodotte ogni giorno oltre 3.000 unità di finestre in PVC e PVC/alluminio.
Nello stabilimento produttivo di Lannach avviene la produzione di finestre e porte in legno/alluminio. Questa sede ospita anche l’ufficio vendite Internorm per la regione meridionale.